# Vojtech Varadin
Vojtech Varadin (27. září 1948 Trnava – 25. srpna 2018) byl slovenský fotbalista, pětinásobný mistr československé ligy a reprezentant Československa.

## Sportovní kariéra
Za československou reprezentaci odehrál v roce 1974 pět utkání. V československé lize hrál za Spartak Trnava (1967–1975) a Slovan Bratislava (1978–1981) převážně na postu obránce. Nastoupil ve 244 ligových utkáních a dal 16 golů. Se Spartakem Trnava získal v letech 1968, 1969, 1971, 1972 a 1973 pětkrát mistrovský titul. Vítěz Československého poháru 1971 a 1975. V Poháru mistrů evropských zemí nastoupil v 16 utkáních a v Poháru UEFA ve 4 utkáních.

### Prvoligová bilance
| Ročník                                   | Zápasy | Góly | Minuty | Klub              |
| ---------------------------------------- | ------ | ---- | ------ | ----------------- |
| 1. československá fotbalová liga 1967/68 | 5      | 0    | 367    | Spartak Trnava    |
| 1. československá fotbalová liga 1968/69 | 9      | 0    | 654    | Spartak Trnava    |
| 1. československá fotbalová liga 1969/70 | 22     | 1    | 1 728  | Spartak Trnava    |
| 1. československá fotbalová liga 1970/71 | 21     | 3    | 1 258  | Spartak Trnava    |
| 1. československá fotbalová liga 1971/72 | 27     | 0    | 2 190  | Spartak Trnava    |
| 1. československá fotbalová liga 1972/73 | 29     | 4    | 2 579  | Spartak Trnava    |
| 1. československá fotbalová liga 1973/74 | 26     | 1    | 2 340  | Spartak Trnava    |
| 1. československá fotbalová liga 1974/75 | 29     | 2    | 2 610  | Spartak Trnava    |
| 1. československá fotbalová liga 1978/79 | 30     | 3    | 2 700  | Slovan Bratislava |
| 1. československá fotbalová liga 1979/80 | 25     | 2    | 2 074  | Slovan Bratislava |
| 1. československá fotbalová liga 1980/81 | 21     | 0    | 1 622  | Slovan Bratislava |
| CELKEM                                   | 244    | 16   | 20 122 |                   |